# Greif (album)
Greif è il quarto album in studio del gruppo musicale svizzero Zeal & Ardor, pubblicato il 23 agosto 2024.

## Descrizione
Pubblicato in maniera indipendente, l'album è il primo in cui il frontman e compositore Manuel Gagneux ha coinvolto in studio i vari musicisti che lo hanno accompagnato nei concerti sin dagli esordi, spiegando che «fondamentalmente hanno dedicato a questo progetto sette anni della loro vita in tour, quindi è stato strano essere l'unico [ad apparire] negli album». Anche dal punto di vista musicale sono state adottate nuove sonorità, con brani caratterizzati da numerose sezioni elettroniche e influenze che spaziano tra post-rock, indie rock e industrial, riducendo drasticamente la componente black metal e gospel distintiva delle precedenti pubblicazioni.

## Tracce
Testi e musiche di Manuel Gagneux.
1. The Bird, the Lion and the Wildkin – 1:32
2. Fend You Off – 3:51
3. Kilonova – 4:07
4. Are You the Only One Now? – 4:25
5. Go Home My Friend – 1:55
6. Clawing Out – 3:41
7. Disease – 4:34
8. 369 – 0:54
9. Thrill – 2:36
10. Une ville vide – 2:04
11. Sugarcoat – 2:57
12. Solace – 3:51
13. Hide in Shade – 3:38
14. To My Ilk – 2:24

## Formazione
Hanno partecipato alle registrazioni, secondo le note di copertina:
Musicisti
- Manuel Gagneux – chitarra, voce
- Marco von Allmen – batteria
- Tiziano Volante – chitarra
- Lukas Kurmann – basso
- Marc Obrist – voce
- Denis Wagner – voce

Produzione
- Marc Obrist – produzione,[2] registrazione, montaggio
- Manuel Gagneux – registrazione, montaggio, copertina
- Adrian Bushby – missaggio
- Robin Schmidt – mastering
- Noé Herrmann – copertina
- Marco von Allmen – fotografia